# Nyctiplanes polypenthes
Nyctiplanes polypenthes är en fjärilsart som beskrevs av Turner 1937. Nyctiplanes polypenthes ingår i släktet Nyctiplanes och familjen Crambidae. Inga underarter finns listade i Catalogue of Life.